# Claire Gardent
Pour les articles homonymes, voir Gardent.
Claire Gardent, est une chercheuse en traitement automatique des langues et directrice de recherche française. Elle dirige ses recherches au Laboratoire lorrain de recherche en informatique et ses applications. En 2022, elle reçoit la médaille d'argent du CNRS.

## Biographie
Claire Gardent étudie la linguistique à l'Université Toulouse-Jean-Jaurès et s'intéresse aux langues, elle suit un cours donné sur la traduction automatique par Maghi King, directrice d’un institut de recherche à Genève. Comme le traitement automatique des langues n'est pas aussi développé en France, celle-ci lui conseille de faire son doctorat à Édimbourg. En 1989, Claire Gardent obtient son Master of Science en intelligence artificielle à l'Université de l'Essex. En 1991, elle soutient sa thèse de doctorat en sciences cognitives à l'Université d'Édimbourg. Elle effectue ses recherches postdoctorales à l'Université d'Amsterdam et à l’université de la Sarre. Elle entre au CNRS en 2000 au Laboratoire lorrain de recherche en informatique et ses applications. Entre 2003 et 2004, elle est nommée présidente du chapitre européen de l'Association for Computational Linguistics. Depuis 2019, elle dirige le groupement de recherche Linguistique informatique, formelle et de terrain (LIFT). 
Elle reçoit la médaille d'argent du CNRS en 2022 pour ses travaux sur le traitement automatique des langues. Elle s'intéresse notamment à la traduction automatique, à la génération automatique de textes, aux réseaux de neurones artificiels à la simplification, la paraphrase ou le résumé de textes grâce à l'intelligence artificielle. Avec Angela Fan de Facebook Artificial Intelligence Research Paris, elle a travaillé sur un algorithme qui génère des pages Wikipédia de personnalités féminines. 

## Distinctions et récompenses
- 2022 : Médaille d'argent du CNRS[2]
- 2019 : Chaires de recherche et d’enseignement en intelligence artificielle[6]